# Rypin
Rypin é um município da Polônia, na voivodia da Cujávia-Pomerânia e no condado de Rypin. Estende-se por uma área de 10,96 km², com 16 574 habitantes, segundo os censos de 2016, com uma densidade de 1512,2 hab/km².